# We Love Happy Endings !
Pour plus de détails, voir Fiche technique et Distribution.
We Love Happy Endings ! (Not Another Happy Ending) est un film britannique réalisé par John McKay (en), sorti en 2013. Produit par Claire Mundell et Wendy Griffin, et écrit par David Solomons, le film a été diffusé en avant-première lors du Edinburgh International Film Festival le 30 juin 2013.

## Synopsis
Un éditeur en mal de succès est bien embarrassé : sa romancière la plus célèbre est en effet victime de la panne de l'écrivain. Son succès a eu un effet sur son existence, devenue très heureuse. Mais ce bonheur nuit à son inspiration. Pour la relancer, l'éditeur décide de la rendre moins heureuse. Mais tout se complique quand il tombe amoureux d'elle.

## Fiche technique
- Titre original : Not Another Happy Ending
- Réalisation : John McKay (en)
- Scénario : David Solomons
- Direction artistique : Andy Harris
- Chef décorateur :
- Costumes : Louise Allen
- Maquillage :
- Casting : Kelly Valentine Hendry, Victor Jenkins
- Directeur de la photographie :
- Montage :
- Musique :
- Production : Wendy Griffin (coproducteur), Steve Milne (producteur exécutif), Claire Mundell
- Société(s) de production : Synchronicity Films, British Film Company
- Société(s) de distribution :
- Budget :
- Pays d’origine :  Royaume-Uni
- Année : 2013
- Langue originale : anglais
- Format : couleur
- Genre : comédie dramatique
- Durée : 102 minutes
- Dates de sortie :
  -  Royaume-Uni : 30 juin 2013 au Edinburgh International Film Festival
  -  Royaume-Uni : 11 octobre 2013

## Distribution
- Karen Gillan : Jane Lockhart
- Stanley Weber : Tom Duval
- Iain De Caestecker : Roddy
- Freya Mavor : Nicola Ball
- Amy Manson : Darsie
- Gary Lewis : Benny Lockhart
- Kate Dickie : Anna le Fevre
- Henry Ian Cusick : Willie Scott

## Production
Ce film a été en partie financé par une collecte de fonds participative sur le site Indiegogo, récoltant 22 660 $ sur les 50 000 $ demandés.
Le rôle de Tom Duvall avait d'abord été attribué par l'Écossais Emun Elliott mais a été remplacé par le Français Stanley Weber, ce qui a entraîné une réécriture du script pour expliquer comment un Français en est arrivé à devenir éditeur à Glasgow.